# Graeconiscus guanophilus
Graeconiscus guanophilus är en kräftdjursart som beskrevs av Schmalfuss, Paragamian och Sfenthourakis 2004. Graeconiscus guanophilus ingår i släktet Graeconiscus och familjen Trichoniscidae. Inga underarter finns listade i Catalogue of Life.